# Glücksbrunnen
Glücksbrunnen war ein Bergwerk in Wingendorf (Fischbacherhütte), einem Stadtteil von Kirchen im Landkreis Altenkirchen in Rheinland-Pfalz. Es war das bedeutendste von vielen Bergwerken im Gebiet Kirchen.

## Geschichte
Im Jahr 1650 wurde die Grube angelegt. Ab 1800 wurde Erz abgebaut, ab 1822 bestand der Anschluss an die Provinzialstraße, ab 1888 der Anschluss an der Asdorftalbahn. Tiefbau wurde ab 1870 betrieben. Schacht I wurde als Blindschacht angelegt. Er erreichte 1882 eine Teufe von 112 m, auf denen vier Sohlen verteilt wurden. Die Erzförderung erfolgte mit 4 m/s Geschwindigkeit. Als Förderstollen diente der Danielstollen. Dieser war Erbstollen der Grube und traf 1864 mit 690 m Länge auf den Gang. Es folgte eine Konsolidation mit folgenden Gruben:
- Vereinigte Bornkaute
- Heide
- Carlssegen
- Stahlbrunnen
- Etzborn
- Friedrich Anton

Diese hing wahrscheinlich mit dem Verkauf an die Fa. Krupp im Jahr 1872 zusammen. Wurden 1855 noch 3.436 t Eisenstein gefördert, so waren es 1869 bereits 8.022 t und 1880 schon 19.757 t. Schacht II wurde ab 1908 abgeteuft. Er hatte eine Größe von 3,71 × 2,00 m und eine Teufe von 771 m. Die erste Seilfahrt fand 1914 statt. Als Förderstollen diente der 900 m lange Kaiserstollen. 1926 förderte man 50.400 t Eisenerz. Bis zu 350 Belegschaftsmitglieder zählte die Grube, zuletzt waren es 199. Diese verloren am 31. März 1930 bei der Stilllegung der Grube ihren Arbeitsplatz. Insgesamt wurden 1,79 Mio. t Eisenerz gefördert.
Die Gangmittel der Grube waren bis 350 m lang und zwischen einem und vier Metern mächtig. Sie bestanden aus Spateisenstein mit Bleiglanz in Schnüren.